# Tā' marbūta

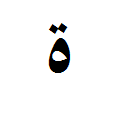
Ta marbuta in isolierter Form

Tā' marbūta (arabisch تاء مربوطة, DMG Tāʾ marbūṭa ‚zugebundenes T‘) ist ein Zusatzzeichen der arabischen Schrift, das im arabischen Alphabet nicht eigenständig aufgeführt wird, da es sich um eine Sonderform des Buchstabens Tā' (ت) handelt. Es wird wie das Hā' geschrieben, jedoch mit zwei Punkten darüber. Es tritt nur am Wortende auf, existiert deswegen nur in einer isolierten und einer finalen Form, und hat keinen Zahlenwert.

## Verwendung, Lautwert und Umschrift
Das Tā' marbūta dient in der arabischen Sprache unter anderem der Bezeichnung von Wörtern mit femininem Genus. Wörter mit Tā' marbūta sind in den meisten Fällen feminin, Wörter ohne Tā' marbūta meist maskulin. Dies gilt einerseits für eigenständige Begriffe wie كرة / kura / ‚Ball‘, andererseits kann etwa bei Partizipien und Adjektiven in der Regel durch Anhängen eines Tā' marbūta die feminine Form gebildet werden (zum Beispiel bei كبير، كبيرة / kabīr, kabīra / ‚groß‘). Tā' marbūta tritt jedoch auch bei Worten mit eindeutig männlichem Sexus und maskulinem Genus auf, beispielsweise im Wort خليفة / ḫalīfa / ‚Kalif‘, in der Pluralform إخوة / iḫwa / ‚(leibliche) Brüder‘ und im defektiven Pluralschema فعاة / fuʿāh. Außerdem dient ein angehängtes Tā' marbūta dazu, aus einem Kollektivnomen einen Singularbegriff zu formen, zum Beispiel zu تفاح / tuffāḥ / ‚Äpfel‘ das Wort تفاحة / tuffāḥa / ‚Apfel‘.
Es wird in der Kontextform sowie im Status constructus generell wie Tā' als „t“ artikuliert, ansonsten aber in der Pausalform nicht gesprochen. Wird ein Suffix an ein Wort mit Tā' marbūta gehängt, wird Tā' marbūta in ein „normales“ Tā' (zur Unterscheidung auch Tā' maftūha) umgewandelt (Beispiel كرتي / kuratī / ‚mein Ball‘).
Des Öfteren – sowohl im handgeschriebenen als auch im gedruckten Schriftbild – ist zu beobachten, dass die diakritischen Punkte fortgelassen werden. Dies führt dazu, dass das Tā' marbūta wie ein Hā' aussieht. Dies ist meist im ägyptischen Dialekt und anderen östlichen Dialekten (levantinisches Arabisch, irakisches Arabisch und Golf-Arabisch) der Fall. So werden die Wörter mit Tā' marbūta wie ein eh am Ende ausgesprochen; so heißt Universität auf Arabisch جامعة, DMG ǧāmiʿa, in den genannten Dialekten wird es aber meist جامعه, DMG ǧāmiʿeh geschrieben und ausgesprochen. Im maghrebinischen Arabisch hingegen wird das Tā' marbūta geschrieben und auch gesprochen.
Die Transkription erfolgt bei Aussprache als „t“ in den meisten Standards als t, bleibt es unausgesprochen, entfällt es auch in der Umschrift oder es wird als h wiedergegeben. In ISO 233 wird Tā' marbūta generell als ẗ (t mit Trema) transliteriert.
Bei der Entlehnung eines Wortes mit Tā' marbūta im Arabischen in eine andere Sprache mit arabischer Schrift, etwa ins Persische, wird aus Tā' marbūta gewöhnlich ein „normales“ Hā' oder Tā'.

## Tā' marbūta in Unicode
| Unicode Codepoint | U+0629                    | U+06C3                         | U+FE93                                  | U+FE94                               |
| Unicode-Name      | ARABIC LETTER TEH MARBUTA | ARABIC LETTER TEH MARBUTA GOAL | ARABIC LETTER TEH MARBUTA ISOLATED FORM | ARABIC LETTER TEH MARBUTA FINAL FORM |
| HTML              | &#1577;                   | &#1731;                        | &#65171;                                | &#65172;                             |
| ISO 8859-6        | 0xc9                      |                                |                                         |                                      |